# Клеси
Клеси́ (фр. Clécy) — коммуна во Франции, находится в регионе Нижняя Нормандия. Департамент коммуны — Кальвадос. Входит в состав кантона Тюри-Аркур. Округ коммуны — Кан.
Код INSEE коммуны — 14162.

## Население
Население коммуны на 2010 год составляло 1260 человек.
| 1962 | 1968 | 1975 | 1982 | 1990 | 1999 | 2010 |
| ---- | ---- | ---- | ---- | ---- | ---- | ---- |
| 1275 | 1238 | 1187 | 1197 | 1182 | 1252 | 1260 |

## Экономика
В 2010 году среди 758 человек трудоспособного возраста (15—64 лет) 546 были экономически активными, 212 — неактивными (показатель активности — 72,0 %, в 1999 году было 67,3 %). Из 546 активных жителей работали 495 человек (269 мужчин и 226 женщин), безработных было 51 (23 мужчины и 28 женщин). Среди 212 неактивных 61 человек были учениками или студентами, 94 — пенсионерами, 57 были неактивными по другим причинам.